# Christian Radich (schip, 1937)
De Christian Radich is een zeilschip van het type volschip, varend onder Noorse vlag.
Het schip (bouwjaar 1937) is onder andere bekend door de film Windjammer uit 1958 en de televisieserie The Onedin Line uit de jaren zeventig. Het schip is gebouwd als schoolschip en heeft behoudens de Tweede Wereldoorlog als zodanig dienstgedaan voor de Noorse jeugd. Momenteel vaart het schip in de zomer met groepen en individuelen korte en lange reizen. Jaarlijks wordt ook deelgenomen aan de 'Tall Ship Races', waarin het als meest onderscheiden schip sterk in de belangstelling staat.

## Technische gegevens
- GT: 662
- NT: 198
- drie masten, iedere mast met 5 ra's
- totaal zeiloppervlak 1360 m²
- verdeeld over 15 ra (vierkante) zeilen, 11 stagzeilen en 1 bezaan
- Aantal kooien: 78
- Hoofdmotor: 900 pk Caterpillar 3512 DITA diesel